# Until Death Comes
Until Death Comes est le premier album studio de Frida Hyvönen. Il a été enregistré dans les studios Atlantis à Stockholm et sorti sur le label suédois Licking Fingers en 2005, l'américain Secretly Canadian en 2006 et l'australien Chapter Music en 2007.

## Titres
1. "I Drive My Friend" – 2:38
2. "Djuna!" – 2:31
3. "Valerie" – 1:29
4. "You Never Got Me Right" – 1:50
5. "Once I Was a Serene Teenaged Child" – 2:48
6. "Today, Tuesday" – 5:08
7. "Come Another Night" – 2:02
8. "N.Y." – 4:39
9. "The Modern" – 2:01
10. "Straight Thin Line" – 3:34